# جمهورية العمال الفنلندية الاشتراكية

المناطق التي تسيطر عليها وفد شعب فنلندا (بالأحمر)؛ يضم الجنوب الصناعي أغلب سكان فنلندا.

جمهورية العمال الفنلندية الاشتراكية (بالفنلندية: Suomen sosialistinen työväentasavalta) حكومة فنلندية اشتراكية قصيرة العمر، أسستها ثورة قبيل الحرب الأهلية الفنلندية وفي أعقاب ثورة أكتوبر. لم تتبن هذا الاسم حتى 28 يناير 1918 بموجب مرسوم مجلس هلسنكي السوفياتي (ثم سمي مجلس الشعب بهلسنكي).
بدأ الثورة فصيل الحزب الاشتراكي الديمقراطي الفنلندي الموالي للبلشفية. نظم الاشتراكيون الفنلنديون مجالس الشعب (kansanvaltuuskunta) التي يمكن تسميتها اليوم بالسوفياتية، واتخذوا من مجلس هلسنكي السوفياتي مقراً الحكومة. تفاوضت الدولة الجديدة على معاهدة صداقة مع جمهورية روسيا السوفيتية الاتحادية الاشتراكية تم الانتهاء منها في 1 مارس ووُقـّعت في بتروغراد. هـُزم الحرس الأحمر الفنلندي بالحرب الأهلية الفنلندية في نهاية نيسان أبريل 1918 على يد الحرس الأبيض الفنلندي بدعم من القوات المسلحة للإمبراطورية الألمانية.
أجبر الرئيس السوفياتي فلاديمير لينين الاشتراكيين الفنلنديين على اتخاذ اسم «جمهورية العمال الفنلندية الاشتراكية».
كتب أوتو فيلي كوسينن برنامج الجمهورية الاشتراكية ومشروع الدستور، والذي سيأسس لاحقاً أيضاً الجمهورية الفنلندية الديمقراطية، الحكومة العميلة لستالين.
كان المفهوم الماركسي عن دكتاتورية البروليتاريا غائباً عن البرنامج، رغم اهتمام البعض في أوساط الاشتراكيين الفنلنديين بتأسيسها. مع ذلك كانت جمهورية العمال الفنلندية الاشتراكية مدعومة من جمهورية روسيا الاتحادية الاشتراكية السوفياتية، والتي دعمت أيضا الحكومات الشيوعية في المجر وبافاريا. بدأ الاشتراكيون الفنلنديون الحرب واضعين سيطرتهم شبه التامة على جنوب البلاد الصناعي، في حين سيطر أعداءهم البيض على مناطق الشمالية الأكبر مساحةً ولكنها ذات كثافة سكانية منخفضة. دخول الفنلنديين البيض المدربين ألمانياً والجيش الألماني بنفسه إلى فنلندا أجبر جمهورية العمال الفنلندية الاشتراكية على الاعتماد اعتماداً كبيراً على المساعدة العسكرية والاقتصادية السوفياتية، والتي كانت ضئيلة لانشغال جمهورية روسيا الاتحادية الاشتراكية السوفياتية في الحرب الأهلية الروسية. هـُزم الحـُمر وراح عشرات الآلاف من الاشتراكيين الديموقراطيين ضحايا لما عـُرف بالإرهاب الأبيض، والبقية ذهبوا تحت الأرض أو فروا من البلاد. في الأشهر التالية، انقسم الحزب مع فصيل من اللاجئين ليتشكل الحزب الشيوعي الفنلندي في المنفى بموسكو.